# Dassault Mirage F1

De Dassault Mirage F1 is een gevechtsvliegtuig van de Franse vliegtuigbouwer Dassault Aviation. Het toestel volgde op de succesvolle Mirage III. In tegenstelling tot al zijn familieleden had de Mirage F1 geen deltavleugels.
De Mirage F1 was de ruggengraat van de Franse luchtmacht tot aan de indiensttreding van de Mirage 2000 in 1984.

## Geschiedenis
De Mirage F1 werd op initiatief van Marcel Dassault zelf ontwikkeld. Een prototype vloog voor het eerst op 23 december 1966. In mei daarop werd het vliegtuig officieel goedgekeurd voor dienst bij de Franse luchtmacht.
De F1 bleek duidelijk superieur aan de Mirage III. De stuwkracht was beter, er kon 40% meer brandstof mee, de aanloop van het toestel was korter, het bereik groter en de wendbaarheid beter.
De eerste variant in productie was de Mirage F1C. Omdat de toestellen van de Franse luchtmacht
voor alle weersomstandigheden geschikt moesten zijn waren ze uitgerust met de Cyrano IV-radar van Thomson-CSF. In mei 1973 kwam de Mirage F1 in dienst bij de Armée de l'Air toen de eerste productietoestellen werden geleverd. Die waren enkel gewapend met twee 30 mm-snelvuurkanonnen. In 1976 werd de bewapening uitgebreid met R530-lucht-luchtraketten van Matra met een middellang bereik. Een jaar later werden de R550 Magic en de Amerikaanse AIM-9 Sidewinder toegevoegd, die laatste op vraag van de Griekse luchtmacht.

## Varianten
- Mirage F1C en Mirage F1C-200: eenzitsluchtverdedigingsjager.
- Mirage F1B: tweezitsluchtverdedigingsjager/trainer.
- Mirage F1CR en Mirage F1CR-200: eenzits-tactische verkenner en close-air-support-jager.
- Mirage F1CT: eenzits-close-air-support-jager o.b.v. de F1C-200.
- Mirage F1AZ: eenzits-close-air-support-jager voor Zuid-Afrikaanse luchtmacht.
- Mirage F1CZ: eenzitsluchtverdedigingsjager voor Zuid-Afrikaanse luchtmacht.

## Gebruikers
- Frankrijk: 246, bijna allemaal vervangen door Mirage 2000.
- Irak: 108, deels vernietigd in de Golfoorlogen.
- Spanje: 73, waarvan 16 stuks verkocht aan Argentinië in 2013.
- Marokko: 52
- Zuid-Afrika: 48
- Griekenland: 40, in 2003 vervangen door Mirage 2000.
- Libië: 38
- Jordanië: 35
- Koeweit: 33
- Iran: 24, Buitgemaakt op Irak na de Tweede Golfoorlog in 1991.
- Ecuador: 19
- Qatar: 15, eind jaren 1990 vervangen door Mirage 2000.

In oktober 2013 werd bekend dat Argentinië 16 Mirage F-1’s heeft overgenomen van de Spaanse luchtmacht. De F-1’s zijn 22 jaar in Spaanse dienst geweest. De transactie had een waarde van 170 miljoen euro. Ze gaan oude Mirage III toestellen vervangen. De helft van de toestellen kan bijtanken in de lucht.

## Operationele inzet
- Mirage F1's van de Ecuadoraanse luchtmacht werden tijdens de Paquisha-oorlog met Peru ver van alle actie gehouden. Later, in de Cenepa-oorlog, haalden twee Mirages van Ecuador twee Sukhoi Su-22M's van Peru neer met Matra R550 Magic-raketten.
- Tijdens de Iran-Irakoorlog zette Irak Mirage F1EQ's intensief in tegen grond-, lucht- en zeedoelen. Tijdens de Golfoorlog werd de Iraakse luchtmacht nauwelijks ingezet, wegens het enorme luchtoverwicht van de door Amerika geleide coalitie, maar er werden toch verschillende Iraakse Mirage F1's neergehaald.